# 닛산 세드릭

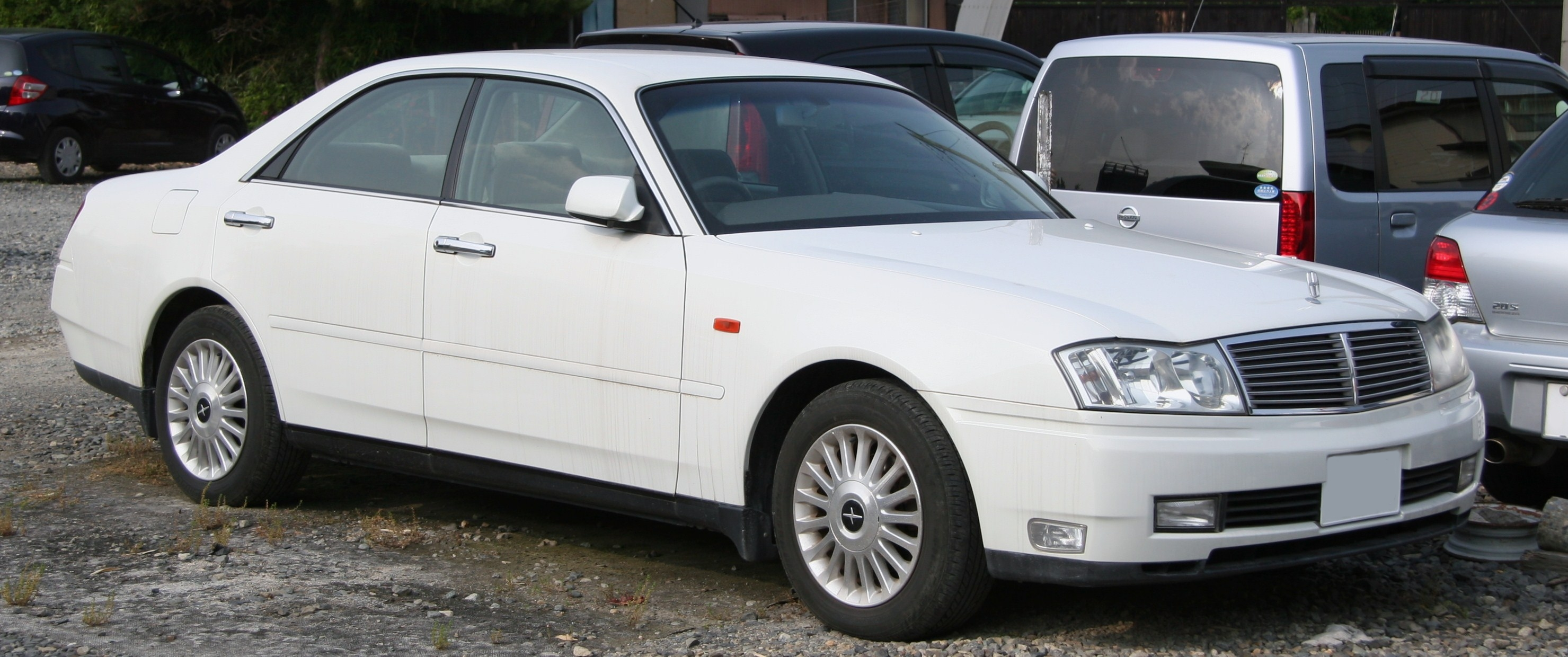
닛산 세드릭

닛산 세드릭(일본어: 日産・セドリック)은 일본의 자동차 제조사 닛산자동차에서 1960년부터 2004년까지 생산한 준대형차로, 토요타 크라운과 경쟁해 온 브랜드였고, 푸가와 통폐합되기 전에 형제차로 글로리아가 있었다.